# Targa Florio 1958
Navigation
Édition précédente Édition suivante
La Targa Florio 1958 (42° Targa Florio) disputée le 11 mai 1958 en Sicile, est la quarante-deuxième édition de cette épreuve et la troisième manche du Championnat du monde des voitures de sport 1958.

## Course

### Classement de la course
Classement à l'issue de la course (vainqueurs de catégorie en gras), :
| Pos. | no  | Pilotes                                                     | Écurie                        | Châssis                            | Tours | Temps / Abandon                                    | Classe |
| ---- | --- | ----------------------------------------------------------- | ----------------------------- | ---------------------------------- | ----- | -------------------------------------------------- | ------ |
| 1    | 106 | Luigi Musso Olivier Gendebien                               | Scuderia Ferrari              | Ferrari 250 TR 58                  | 14    | 10 h 37 min 58 s 1                                 | S3.0   |
| 2    | 68  | Jean Behra Giorgio Scarlatti                                | Porsche KG                    | Porsche 718 RSK                    | 14    | 10 h 43 min 37 s 9                                 | S1.5   |
| 3    | 102 | Wolfgang von Trips Mike Hawthorn                            | Scuderia Ferrari              | Ferrari 250 TR 58                  | 14    | 10 h 44 min 29 s 3                                 | S3.0   |
| 4    | 98  | Peter Collins Phil Hill                                     | Scuderia Ferrari              | Ferrari 250 TR 58                  | 14    | 11 h 10 min 1 s 4                                  | S3.0   |
| 5    | 72  | Giulio Cabianca Franco Bordoni                              |                               | Osca S1500 TN                      | 14    | 11 h 25 min 35 s 7                                 | S1.5   |
| 6    | 26  | Antonio Pucci Huschke von Hanstein                          | Porsche KG                    | Porsche 356A Carrera 1500 GS       | 14    | 11 h 54 min 4 s 6                                  | GT1.6  |
| 7    | 90  | Gaetano Starrabba Franco Cortese                            |                               | Ferrari 500 TRC                    | 14    | 12 h 4 min 20 s 8                                  | S2.0   |
| 8    | 24  | Nini Todaro “Nessuno”                                       |                               | Alfa Romeo Giulietta Spider Veloce | 14    | 12 h 8 min 39 s 4                                  | GT1.3  |
| 9    | 8   | Carlo Maria Abate Gianni Balzarini                          |                               | Alfa Romeo Giulietta Sprint Veloce | 14    | 12 h 10 min 2 s 5                                  | GT1.3  |
| 10   | 96  | Bernardo Cammarota Domenico Tramontana                      |                               | Ferrari 500 TRC                    | 14    | 12 h 33 min 18 s 0                                 | S2.0   |
| 11   | 58  | Antonio di Salvo Domenico Minneci                           |                               | Raor-Fiat 1100 Special             | 14    | 12 h 36 min 42 s 4                                 | S1.1   |
| 12   | 6   | Casimiro Toselli Armando Filippa                            |                               | Alfa Romeo Giulietta Sprint Veloce | 14    | 12 h 42 min 32 s 9                                 | GT1.3  |
| 13   | 42  | Rosario Montalbano Gaspare Bologna                          |                               | Fiat 8V                            | 14    | 12 h 57 min 20 s 9                                 | GT2.6  |
| 14   | 60  | Gaspare Cavaliere Salvatore Sirchia                         |                               | Fiat 1100/103 TV                   | 14    |                                                    | S1.1   |
| 15   | 14  | Ada Pace Carlo Peroglio                                     |                               | Alfa Romeo Giulietta Sprint Veloce | 14    |                                                    | GT1.3  |
| Abd. | 40  | Raimondo Gangitano Gianfernando Tomaselli                   |                               | Lancia Aurelia                     | 13    | ?                                                  | GT2.6  |
| Abd. | 80  | Giorgio Scarlatti Edgar Barth                               | Porsche KG                    | Porsche 550 RS                     | 13    | ?                                                  | S1.5   |
| Abd. | 104 | Gino Munaron Wolfgang Seidel                                | Scuderia Ferrari              | Ferrari 250 TR 58                  | 13    | ?                                                  | S3.0   |
| Abd. | 16  | Vincenzo Arena Luigi Arena Diego Pagano                     |                               | Alfa Romeo Giulietta Sprint Veloce | 12    | ?                                                  | GT1.3  |
| Abd. | 28  | Franco Dari Giuseppe Cucchiarelli                           |                               | Fiat 8V                            | 12    | ?                                                  | GT2.6  |
| Abd. | 2   | Sergio Mantia Giuseppe Ramirez                              |                               | Fiat 1100/103 TV                   |       | ?                                                  | GT1.3  |
| Abd. | 4   | Baldassare Taormina Pasquale Tacci                          |                               | Alfa Romeo Giulietta Sprint Veloce |       | ?                                                  | GT1.3  |
| Abd. | 12  | Ettore Marconi Piero Frescobaldi                            |                               | Alfa Romeo Giulietta Sprint Veloce |       | ?                                                  | GT1.3  |
| Abd. | 18  | Domenico Lo Coco Roberto Gugielmini                         |                               | Alfa Romeo Giulietta Sprint Veloce |       | ?                                                  | GT1.3  |
| Abd. | 20  | Sergio Bettoja P. Feroldi                                   |                               | Alfa Romeo Giulietta Sprint Veloce |       | ?                                                  | GT1.3  |
| Abd. | 30  | Nino Vaccarella Enrico Giaccone                             |                               | Lancia Aurelia B20                 |       | ?                                                  | GT2.6  |
| Abd. | 34  | Giuseppe Parla Umberto Lo Pinto                             |                               | Lancia Aurelia B20                 |       | ?                                                  | GT2.6  |
| Abd. | 38  | Alfonso Vella Pietro Termini                                |                               | Fiat 8V                            |       | ?                                                  | GT2.6  |
| Abd. | 48  | Guido Cestelli-Guidi Giuseppe Musso                         |                               | Mercedes-Benz 300 SL               |       | ?                                                  | GT3.0  |
| Abd. | 52  | Pietro Ferraro Paolo Ferraro                                |                               | Ferrari 250 GT LWB                 |       | ?                                                  | GT3.0  |
| Abd. | 54  | Guido Garufi Lorenzo Melarosa                               |                               | Osca MT4 1100                      |       | ?                                                  | S1.1   |
| Abd. | 64  | Giuseppe Rossi Enzo Buzzetti                                |                               | Osca MT4 1100                      |       | ?                                                  | S1.1   |
| Abd. | 66  | Domenico Rotolo Luigi di Pasquale                           |                               | Osca S1100                         |       | ?                                                  | S1.1   |
| Abd. | 70  | Colin Davis Alejandro de Tomaso                             | Automobili Osca               | Osca S1500 TN                      | 2     | Accident                                           | S1.5   |
| Abd. | 74  | Luciano Mantovani Ludovico Scarfiotti                       | Automobili Osca               | Osca S1500 TN                      | 2/3   | Boîte de vitesses et accident                      | S1.5   |
| Abd. | 84  | Mennaro Boffa Odoardo Govoni                                | Maserati                      | Maserati 200S I                    | 0     | Embrayage                                          | S2.0   |
| Abd. | 88  | Anna Maria Peduzzi Francesco Siracusa                       |                               | Ferrari 500 TR                     |       | ?                                                  | S2.0   |
| Abd. | 100 | Stirling Moss Tony Brooks                                   | David Brown Racing Department | Aston Martin DBR1/300              | 4     | Boîte de vitesses                                  | S3.0   |
| Np.  | 10  | Nicoly                                                      |                               | Alfa Romeo Giulietta Sprint Veloce |       | ?                                                  | GT1.3  |
| Np.  | 22  | Giuseppe Pizzo Emanuele Trapani                             |                               | Alfa Romeo Giulietta Sprint Veloce |       | ?                                                  | GT1.3  |
| Np.  | 32  | Giuseppe Conigliaro Mario Conigliaro                        |                               | Lancia Aurelia B24                 |       | ?                                                  | GT2.6  |
| Np.  | 36  | Carol Fabi Gianfranco Fabbri                                |                               | Fiat 8V                            |       | ?                                                  | GT2.6  |
| Np.  | 44  | Armando Zampiero Zampiero Villotti                          |                               | Ferrari 250 GT                     |       | ?                                                  | GT3.0  |
| Np.  | 46  | Arnaldo Bongiasca Mario Bongiasca                           |                               | Mercedes-Benz 300 SL               |       | ?                                                  | GT3.0  |
| Np.  | 50  | Sergio Der Stephanian Adolfo Macchieraldo                   |                               | Ferrari 250 GT LWB                 |       | Accident mortel de Sergio Der Stephanian en essais | GT3.0  |
| Np.  | 56  | Francesco La Mattina                                        |                               | Osca MT4 1100                      |       | ?                                                  | S1.1   |
| Np.  | 62  | Francesco Paolo D'Agostino Vincenzo Sorrentino Silvio Boffa |                               | Osca MT4 1100                      |       | ?                                                  | S1.1   |
| Np.  | 76  | Alfonso Thiele                                              |                               | Porsche 356 Carrera                |       | ?                                                  | S1.5   |
| Np.  | 82  | Guido Perrella Giuliano Giovanardi                          |                               | Maserati 200S I                    |       | ?                                                  | S2.0   |
| Np.  | 86  | Elio Pandolfo Mario Pandolfo Claudio Faranda                |                               | Ferrari 500 TR                     |       | ?                                                  | S2.0   |
| Np.  | 92  | Giuseppe Alotta                                             |                               | Maserati A6GCS/53                  |       | ?                                                  | S2.0   |
| Np.  | 94  | Enzo Lopez Mario Bornigia                                   |                               | Maserati 200S I                    |       | ?                                                  | S2.0   |